# Fuit in provincia Boemorum
Fuit in provincia Boemorum (případně Fuit in provincia Bohemorum, latinsky Byl v zemi Čechů), nebo též česky Utrpení Ludmily mučednice je latinsky psaná legenda o české světici sv. Ludmile. Text je velice strohý, napsaný prostým až úsečným jazykem. Datace vzniku kolísá od 20. let 10. století až po století dvanácté (z něhož se dochovaly rukopisy).

## Datace
Nejstarší rukopisy pocházejí z 12. století. Někteří historici (například profesor Oldřich Králík) se proto domnívali, že legenda vznikla až okolo roku 1160 v Sázavském klášteře. Zásadním poznatkem pro stanovení jejího stáří by bylo zjištění, zda je předlohou tzv. Kristiánovy legendy, nebo je z ní naopak sama odvozena. Josef Pekař a po něm i Dušan Třeštík však dospěli k názoru, že obě díla mají společnou předlohu, dnes již nenávratně ztracenou. Podle historika Dušana Třeštíka tato legenda vznikla mezi lety 974 a 992 v klášteře sv. Jiří na Pražském hradě.

## Obsah
Legenda Fuit se v celkovém obsahu nachází u Kristiána, který její jednoduchou latinu přeložil do svého svátečního stylu. Má ale také několik podrobností, které v Kristiánově legendě chybí. Celkově Kristiána buď potvrzuje anebo doplňuje a přináší tak řadu cenných historických údajů. Uvádí například Bořivoje jako prvního křesťanského knížete Čechů a vypráví o jeho křtu. Hlavní téma je však život svaté Ludmily a její smrt na Tetíně. Pokračování legendy Fuit, totiž přenesení jejích ostatků do Prahy, které se zachovalo v některých rukopisech, se považuje za pozdní dodatek.

## Zajímavosti
Zajímavý a ne úplně rozřešený je vztah mezi latinskou legendou Fuit a krátkým vyprávěním v církevní slovanštině, jež vzniklo pravděpodobně na Sázavě a zachovalo se v ruských rukopisech z pozdního středověku. Předpokládá se, že oba texty mají společného předchůdce, ztracenou obšírnou ludmilskou legendu z poloviny desátého století. Jestli tato původní legenda byla psána v latině nebo ve slovanštině, není jasné. 
První tři historická přemyslovská knížata Bořivoj, Spytihněv a Vratislav se podle Fuit dožila věku: 36, 40 a 33 let.
Je zde zmínka o tehdy běžné praxi přijímání pod obojí, kterou později obnovili husité.[zdroj?]